# Băile Krețulescu din Câmpulung
Ansamblul băilor Krețulescu (scris și Kretzulescu sau Crețulescu) este un monument istoric din Câmpulung. Cele două clădiri monumentale au fost construite între 1897 și 1905 în urma descoperirii unor izvoare slab mineralizate în parcul omonim, aflat pe atunci în nordul orașului. Numele ansamblului provine de la Nicolae Kretzulescu, la inițiativa căruia a fost construit.

## Istoric
În perioada 1870 – 1897 a avut loc o reconfigurare a centrului orașului Câmpulung, menită să susțină turismul de weekend. În această perioadă au apărut Grădina Publică, Aleea Principele Carol – actualul Bulevard „Pardon” și Parcul și Băile Kretzulescu. Construcția pavilionului cu spații destinate tratamentelor de fizioterapie, efectuată din inițiativa dr. Nicolae Kretzulescu, s-a desfășurat între 1897 și 1905, rezultatul fiind „un stabiliment de hidroterapie, în felul celor din streinătate, ca Reichenal, Winternitz, Viena, Champell, Dirrone, Evian ș.a.”
După cel de-al Doilea Război Mondial, autoritățile comuniste au naționalizat băile și parcul și le-au repus în funcțiune în anul 1948, însă după 1960 băile nu au mai avut funcțiunea originală, deoarece conceptele de sănătate și de turism s-au schimbat.
La începutul secolului XXI s-a încercat refacerea zonei centrale a municipiului, proiect prin care în complexul băilor Kretzulescu ar fi fost restaurate construcțiile existente și reconstruite cele dărâmate, cu reconversia funcțională într-un centru cultural, proiect care nu a fost finalizat.

## Arhitectură
În momentul finalizării complexul era constituit dintr-un ansamblu ce conținea două clădiri monumentale (care se mai păstrează și astăzi) legat printr-un portic de lemn de celelalte clădiri. Porticul crea o curte interioară cu o fântână arteziană, bănci, corpuri de iluminat și flori prin care se făcea și accesul în parc. Ansamblul era orientat pe direcția nord-sud, accesul în curtea interioară făcându-se dinspre sud, de pe actuala stradă Nae Leonard.